# Franckstraße 5 (Ludwigsburg)
Die Gebäude mit den Adressen Franckstraße 5 und Pflugfelder Straße 31 in Ludwigsburg sind Überreste der Zichorienkaffeefabrik Heinrich Franck Söhne. Sie stehen unter Denkmalschutz.

## Geschichte und Beschreibung
Johann Heinrich Franck verfügte kurz vor seinem Tod den Umzug seines Unternehmens von Vaihingen an der Enz nach Ludwigsburg. Ab 1868 wurden daher Fabrikgebäude in unmittelbarer Nähe des Ludwigsburger Bahnhofes errichtet. Die größte bauliche Ausdehnung und Verdichtung erreichte die Fabrik in der Zeit zwischen 1871 und 1914. Ein Teil des Verwaltungs- und Produktionsgebäudes ist erhalten geblieben. Es begrenzt die Franck- und die Pflugfelder Straße rechtwinklig. Das Bauwerk trägt Spuren von Umbauten und Aufstockungen zwischen 1872 und 1883; außerdem wurde es 1904 und 1910 nach Plänen Friedrich Haußers vereinheitlichend umgestaltet. Außer diesem Gebäude ist von der Zichorienfabrik in Ludwigsburg noch der östliche Flügel eines einst dreischiffigen Magazingebäudes an der Bahnlinie erhalten geblieben. Dieses Magazingebäude wurde 1909 in dieser Form errichtet; verwendet wurden dafür unter anderem zwei bereits bestehende Lagerhäuser aus dem Jahr 1868.

## Bedeutung des Unternehmens für Ludwigsburg
Francks Unternehmen, mittlerweile in der Nestlé Deutschland AG aufgegangen, war einer der ersten Industriebetriebe Ludwigsburgs. In der Denkmaltopographie Baden-Württemberg wird die Zichorienfabrik unter anderem mit dem Walckerschen Orgelbaubetrieb verglichen, der für die Infrastruktur des Ortes letztlich nicht allzu viel Bedeutung gehabt habe. Ganz anders dagegen sei es mit dem „Wurzelsieder Franck“ gewesen, der Ludwigsburg zur „Hauptstadt der Cichoria“ gemacht habe – ein abschätziger Ausdruck Friedrich Theodor Vischers, der nicht geahnt habe, wie entscheidend der „Stinkdampf der Cichoria“ für Ludwigsburgs wirtschaftliche Entwicklung werden sollte. Obwohl in Ludwigsburg der Hof ansässig war, hatte sich kein herausragendes Kunst- oder Schmuckgewerbe entwickelt, wie vielleicht zu erwarten gewesen wäre. Auch andere Handwerkszweige hatten sich nur wenig entwickelt.

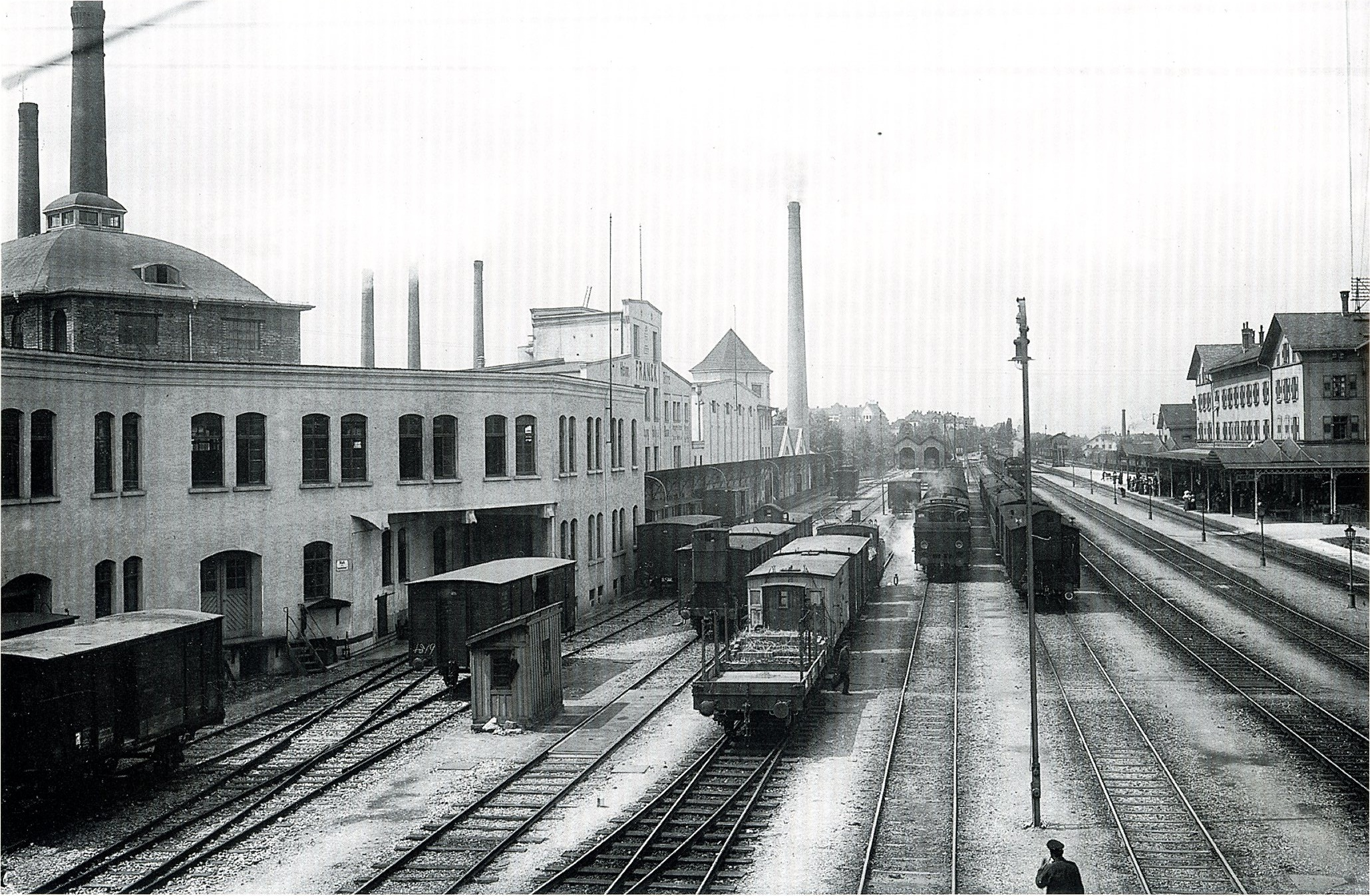
Der Ludwigsburger Bahnhof um 1910, links die Francksche Fabrik

Franck, der seit 1828 in Vaihingen produziert hatte, war auf ein Gelände mit Bahnanschluss angewiesen, die Stadt Ludwigsburg hingegen auf Arbeitgeber und Steuerzahler. Schon kurz nach dem Bau der Fabrikanlage in Ludwigsburg standen bei Franck 300 Arbeitsplätze zur Verfügung. Innerhalb von 45 Jahren verzehnfachte sich diese Zahl und wuchs auch danach noch weiter an. Bereits vor dem Ersten Weltkrieg wurden rund 30 Prozent der Gewerbesteuer in Ludwigsburg von Heinrich Franck Söhne gezahlt. Nicht nur wirtschaftlich, sondern auch in seiner Ausdehnung nahm Ludwigsburg durch die Ansiedlung der Zichorienfabrik einen Aufschwung: Bis 1914 dehnte sich die Stadt über ihre alte Stadtmauer hinaus nach Westen aus. Außer dem noch erhaltenen Produktionsgebäude wurden z. B. Arbeiterhäuser in der Umgebung der Pflugfelder Straße errichtet, ferner südlich der heutigen Franckstraße diverse Villen der Unternehmer in großen Gärten, die später zum Teil mit Werksgebäuden bebaut wurden. Erhalten geblieben sind z. B. die Gebäude Franckstraße 2 und 4, die Hermann Franck gehörten.
Die Bedeutung der Firma Heinrich Franck Söhne für Ludwigsburg gehe aber noch über diese direkten Auswirkungen für Ludwigsburg hinaus, sie habe auch einen Aufschwung weiterer Firmen zur Folge gehabt, ist in der Denkmaltopographie zu lesen. Friedrich Hesser, der in Cannstatt seit 1861 Briefumschläge etc. produzierte, lieferte ab 1885 jahrzehntelang die Verpackungen für Francks Produkte. Dafür hatte er eine Maschine gebaut, mit der die roten Hülsen gefaltet und gerollt werden konnten. Auch die Maschinenfabrik und Eisengießerei G. W. Barth, 1890 in Ludwigsburg gegründet, profitierte von Aufträgen, die Franck erteilte. Unter anderem baute sie 1909/10 die zu diesem Zeitpunkt größten Rösttrommeln für die Zichorienfabrik und wurde dadurch Lieferant für solche Produkte in alle Teile der Welt. „Die Industrialisierung, die man gerade am Beispiel Ludwigsburgs nicht als Verdrängung des Handwerks und einer agrarischen Idylle missdeuten kann, hat für die „verspätete“ Stadt Ludwigsburg mit Heinrich Franck & Söhne eingesetzt“, ist in der Denkmaltopographie zu lesen. Den „Eintritt in den Kreis der bürgerlichen Städte“ habe Ludwigsburg nicht seinen ortsansässigen Schmieden, Sattlern, Uniformschneidern etc. zu verdanken, die in einer Garnisonsstadt natürlich auch gebraucht worden seien, sondern „den Geschäftsbeziehungen seiner Industrie nach außen.“